# Santiago do Cacém

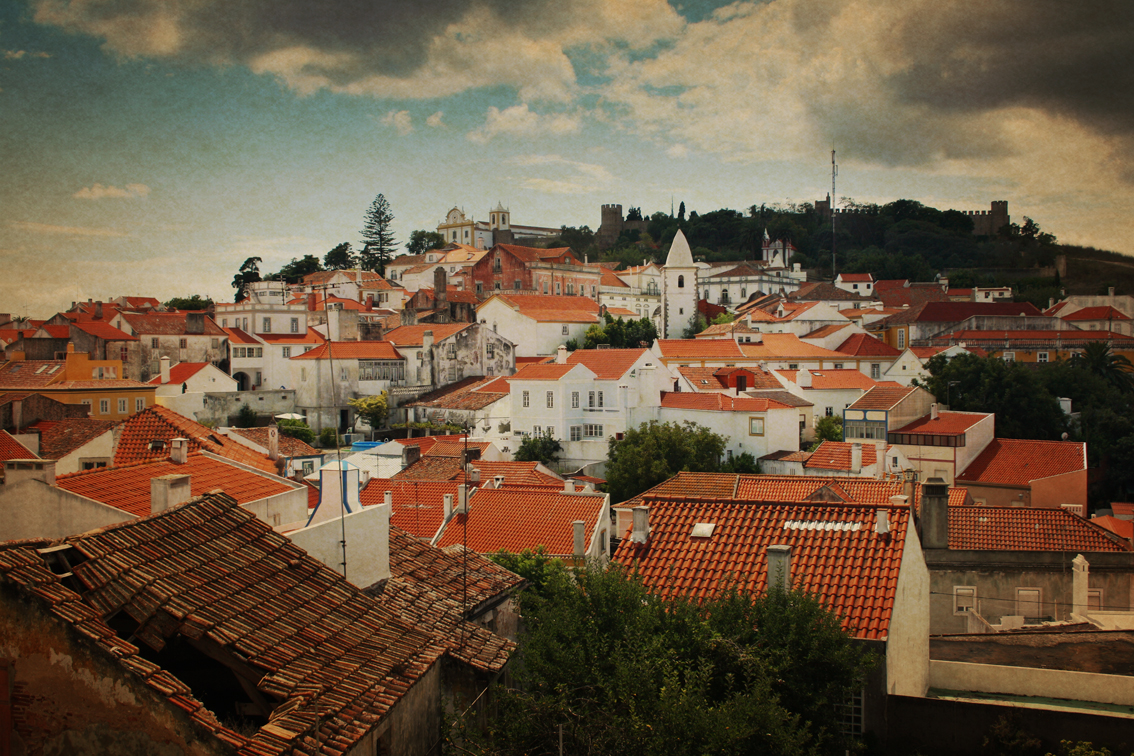
Blick auf den historischen Ortskern

Santiago do Cacém ist eine Stadt in Portugal.
Santiago do Cacém ist Sitz des gleichnamigen Kreises. Die Gemeinde von Santiago do Cacém, umfasst eine Fläche von 119,5 km² und 7589 Einwohner (Stand 30. Juni 2011). Die Bevölkerungsdichte beträgt 63,5 Einwohner pro km².

## Wappen
Blasonierung: „In Rot innerhalb eines von acht silbernen Jakobsmuscheln belegten roten Bordes ein schwarzbärtiger, silberner Ritter auf blaugezäumtem, schwarzem Roß, dessen rechte Vorderhand erhoben und angewinkelt, bekleidet mit Helm, Kettenhemd, rotgesäumtem Gewand, die Rechte mit Schwert über dem Haupt erhoben, in der Linken ein ovaler Schild, darin ein rotes Liliensteckkreuz.“
Wappenerklärung: Das rote Liliensteckkreuz stellt ein Jakobskreuz dar, der Reiter einen Ritter des Jakobsordens (portugiesisch Ordem Militar de Santiago), die Muscheln sind Attribut des Hl. Jakobus (Santiago), der im Westen der iberischen Halbinsel besonders verehrt wird (siehe Santiago de Compostela in Nordspanien).

## Geschichte
Die menschliche Besiedelung des Gebiets um Santiago de Cacém lässt sich an den in der Gegend noch bestehenden archäologischen Punkten verfolgen, die noch aus der Epoche zwischen Steinzeit und Römischen Reich stammen. Megalithgräber zeugen von den ersten Siedlern dieser Küstenregion, welche später, vor den Römern, wohl von Kelten besiedelt war. Das Suffix -briga des späteren römischen Ortes deutet auf damals existierende keltische Bevölkerung hin.
Aus der römischen Epoche finden sich 1 km östlich des Ortes die, über die Landesgrenzen hinaus bekannte, Ausgrabungsstätte Miróbriga, die in römischer Zeit ein wichtiges kulturelles Zentrum für die gesamte Küstengegend war. Ebenfalls in der Nähe wurde ein römisches Hippodrom freigelegt, welches zumindest an der portugiesischen Westküste einzigartig ist. Nach den Römern kamen um 410 die Germanen in das Gebiet des heutigen Portugals gefolgt von den Westgoten um 600. Um das Jahr 700 herum wurden große Teile der iberischen Halbinsel durch die Mauren erobert, die im Bereich von Santiago bis ins 12. Jahrhundert hinein herrschten. Die neuen Eroberer lebten in der Burg von „Kassem“, welche neben dem Seehafen Alcácer do Sal ein Mittelpunkt der südlichen Küstenregion darstellte. Die hinter der Burg gelegene Altstadt hat Grundmauern, die noch auf diese Zeit zurückgehen. Nach der Eroberung der letzten arabisch besetzten Gebiete im 12. Jahrhundert hatte die mittelalterliche Burg von „Sant’ Iago de Kassem“ weiterhin eine große Wichtigkeit. Santiago de Cacém wurde Teil des portugiesischen Königreichs. Unter König Dionysius (Dom (D.) Dinis I.) erhielt Santiago de Cacém um 1300 sein erstes offizielles Stadtrecht „Carta de Foral“. Auch Mitglieder des Königshauses lebten zeitweise in der Burg.
Im Jahre 1833 wurde das lokale Kreisparlament (Kammer) von S. Tiago do Cacém mit 3 Abgeordneten und einem Staatsanwalt offiziell gegründet. 1895 kam das erste Auto nach Portugal, welches dem damaligen Conde de Avillez gehörte, der in Santiago residierte.
Durch seine wunderschöne Lage über dem Meer wurde Santiago de Cacém nach dem Zweiten Weltkrieg auch Sintra des Alentejo genannt, in Anlehnung an den Ort Sintra als vorgelagerten Erholungsort von Lissabon am Atlantischen Ozean. Der Tourismus bekam seit dieser Zeit in Santiago de Cacém immer mehr Bedeutung. Santiago do Cacém bekam das Stadtrecht im Jahre 1991.
Heute liegt der Hauptort immer noch rund um einen Berg mit der Burgruine. Von hier oben hat man eine wunderbare Aussicht auf die nahen Strände des Atlantischen Ozeans und auf die Industriemetropole Sines. Es gibt einen historischen Ortskern hinter der Burgruine und einen neueren Stadtkern rund um das Marktgebäude herum. Santiago do Cacém ist ein landwirtschaftliches Zentrum. Viehzucht und Korkernte stehen im Vordergrund. Santiago verfügt über eine eigene touristische Infrastruktur mit Übernachtungsmöglichkeiten und Restaurants. Im Ort befindet sich auch eine der traditionellen portugiesischen Pousadas. Die Stadt verfügt über eine jahrhundertealte Instrumentenbaukultur. Erwähnenswert ist auch das hervorragende Stadtmuseen von Santiago do Cacém sowie die zur Besichtigung freigegebenen Ausgrabungsstätten der römischen Siedlung Miróbriga am Stadtrand, die Heiligtümer, Thermen und eine Pferderennbahn enthalten.

## Historische Bauwerke

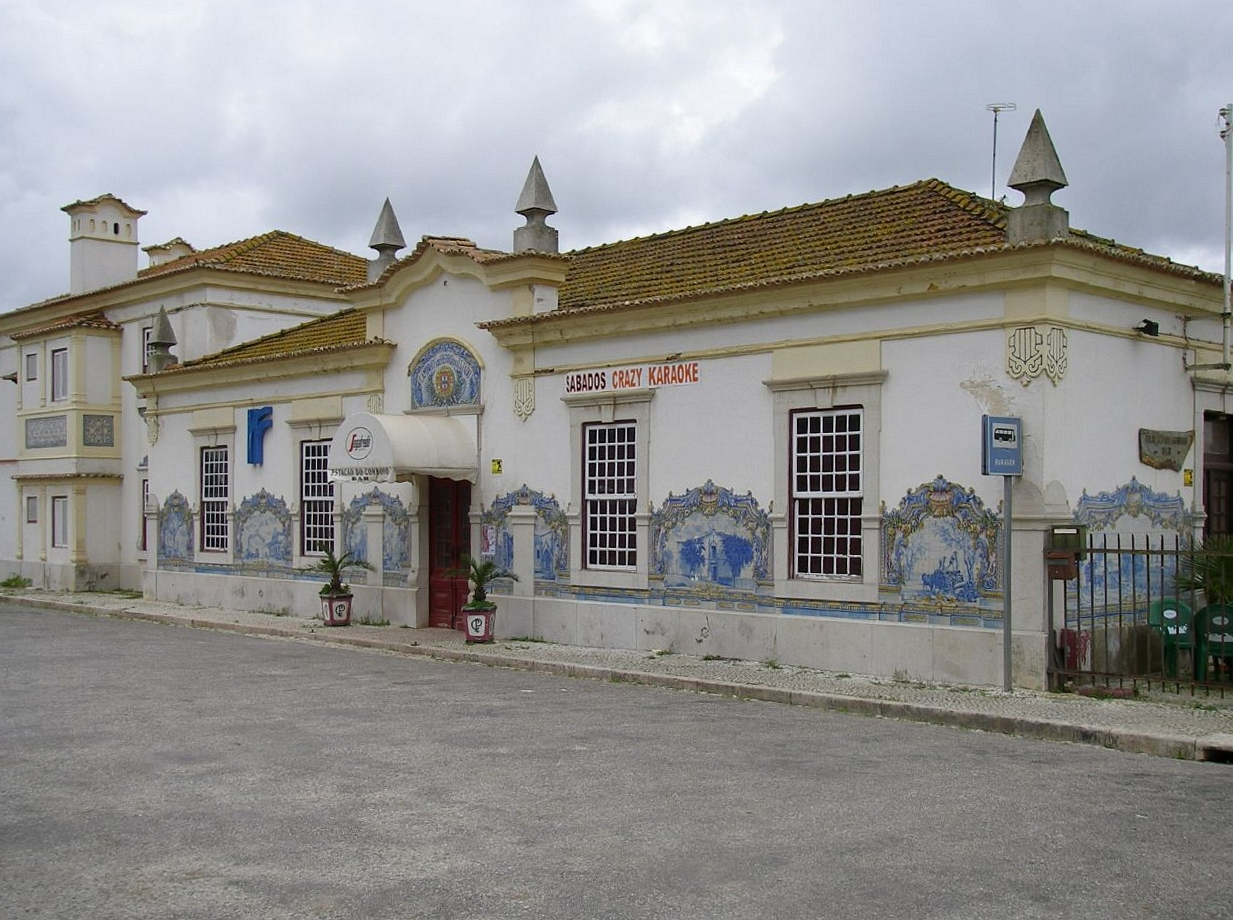
Alter Bahnhof von Santiago do Cacém – heute als Restaurant genutzt, da es keinen Personenverkehr mehr gibt

- Bereich der alten Burg – Castelo de Santiago do Cacém
- Ausgrabungen der Römischen Siedlung Miróbriga
- Kirche von Santiago und Kirche Matriz de Santiago do Cacém
- Abtei von Nossa Senhora do Loreto (Ruinen)
- Kapelle von São Brás
- Ermida de São Sebastião
- Chafariz da Senhora do Monte
- Pelourinho de Santiago do Cacém
- Kapelle von São Pedro
- Pousada von Santiago do Cacém

## Verwaltung

### Der Kreis
Santiago do Cacém ist Verwaltungssitz eines gleichnamigen Kreises (Concelho) im Distrikt Setúbal. Am 19. April 2021 hatte der Kreis 27.772 Einwohner auf einer Fläche von 1.059,7 km².
Die Nachbarkreise sind (im Uhrzeigersinn im Norden beginnend): Grândola, Ferreira do Alentejo, Aljustrel, Ourique, Odemira, Sines sowie der Atlantische Ozean. Santiago do Cacém ist Teil des Alentejo Litoral, dies ist eine Subregion in Portugal.
Der Kreis Santiago do Cacém setzt sich aus acht Gemeinden (Freguesias) zusammen:

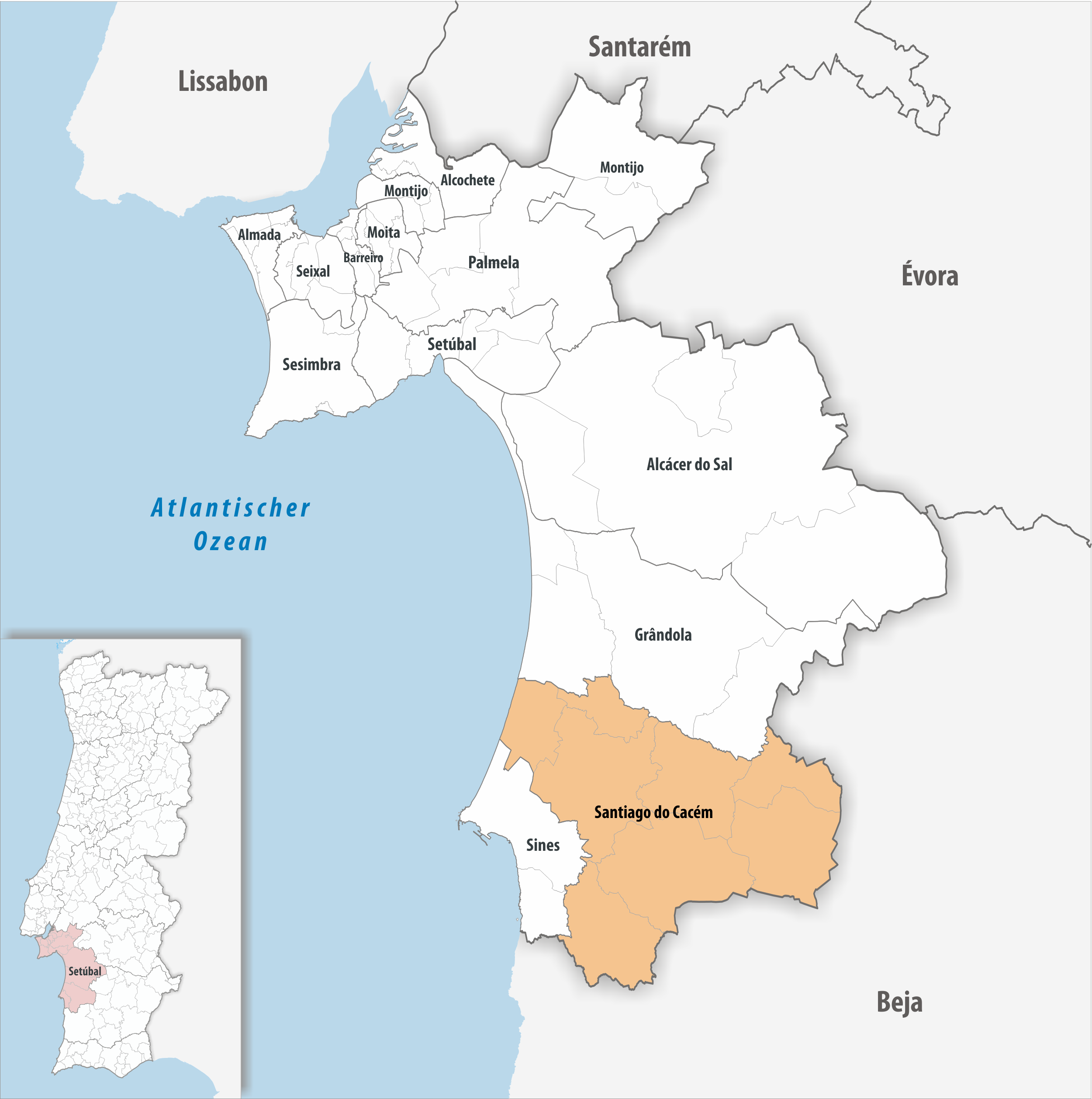
Kreis Santiago do Cacém

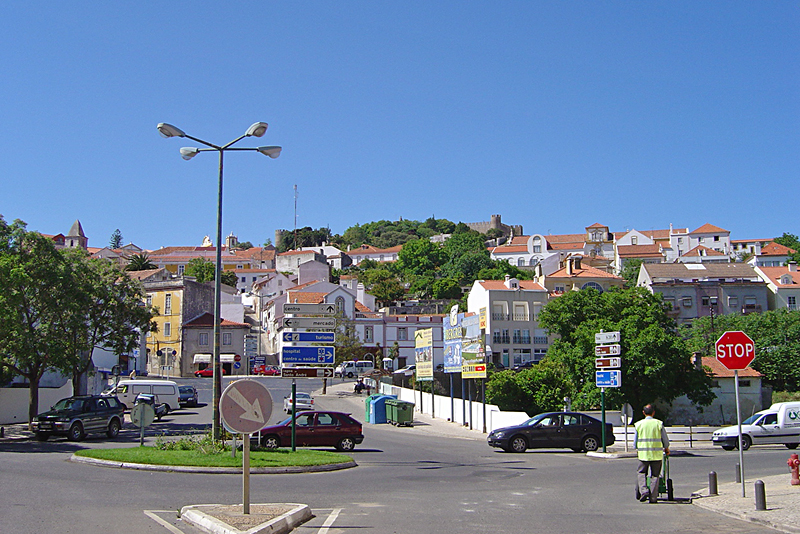
Blick in die Ortsmitte

| Gemeinde                                                | Einwohner (2021) | Fläche km² | Dichte Einw./km² | LAU- Code |
| ------------------------------------------------------- | ---------------- | ---------- | ---------------- | --------- |
| Abela                                                   | 836              | 137,68     | 6                | 150901    |
| Alvalade                                                | 1.803            | 161,82     | 11               | 150902    |
| Cercal do Alentejo                                      | 2.954            | 137,49     | 21               | 150903    |
| Ermidas-Sado                                            | 2.071            | 82,40      | 25               | 150904    |
| São Francisco da Serra                                  | 737              | 51,38      | 14               | 150910    |
| Santiago do Cacém, Santa Cruz e São Bartolomeu da Serra | 7.892            | 207,93     | 38               | 150912    |
| São Domingos e Vale de Água                             | 1.170            | 205,89     | 6                | 150913    |
| Vila Nova de Santo André                                | 10.309           | 75,11      | 137              | 150907    |
| Kreis Santiago do Cacém                                 | 27.772           | 1.059,70   | 26               | 1509      |

### Bevölkerungsentwicklung
| Einwohnerzahl im Kreis Santiago do Cacém (1801–2011) | Einwohnerzahl im Kreis Santiago do Cacém (1801–2011) | Einwohnerzahl im Kreis Santiago do Cacém (1801–2011) | Einwohnerzahl im Kreis Santiago do Cacém (1801–2011) | Einwohnerzahl im Kreis Santiago do Cacém (1801–2011) | Einwohnerzahl im Kreis Santiago do Cacém (1801–2011) | Einwohnerzahl im Kreis Santiago do Cacém (1801–2011) | Einwohnerzahl im Kreis Santiago do Cacém (1801–2011) | Einwohnerzahl im Kreis Santiago do Cacém (1801–2011) | Einwohnerzahl im Kreis Santiago do Cacém (1801–2011) |
| ---------------------------------------------------- | ---------------------------------------------------- | ---------------------------------------------------- | ---------------------------------------------------- | ---------------------------------------------------- | ---------------------------------------------------- | ---------------------------------------------------- | ---------------------------------------------------- | ---------------------------------------------------- | ---------------------------------------------------- |
| 1801                                                 | 1849                                                 | 1900                                                 | 1930                                                 | 1960                                                 | 1981                                                 | 1991                                                 | 2001                                                 | 2004                                                 | 2011                                                 |
| 6854                                                 | 8045                                                 | 18.576                                               | 25.878                                               | 33.579                                               | 29.191                                               | 31.475                                               | 31.105                                               | 30.203                                               | 29.720                                               |

### Kommunaler Feiertag
- 25. Juli

### Städtepartnerschaften
- Palmela, Portugal (seit 1993)
- Santiago de Compostela, Galicien, Spanien (seit 2007)[4]

## Söhne und Töchter der Stadt
- Manuel da Fonseca (1911–1993), neorealistischer Schriftsteller
- Francisco Guerreiro (* 1984), Politiker der PAN, seit 2019 EU-Abgeordneter
- Aurea (* 1987), Popsängerin